# Zastava M77 (пулемёт)
Zastava M77 — югославский и сербский ручной пулемёт, сконструированный на основе автомата Zastava M77.

## Конструкция
Автоматика работает по принципу отвода части пороховых газов с длинным ходом поршня. Запирание канала ствола производится поворотом затвора с двумя боевыми упорами. Ствол с 6 правосторонними нарезами, шаг нарезов 240 мм или 304.8 мм. На стволе имеется оребрение для охлаждения. В дульной части ствола нарезана резьба для установки дульных устройств. На стволе закреплена складная сошка. Ствольная коробка — штампованная, из стального листа 1.5 мм. Предохранитель-переводчик расположен на правой стороне ствольной коробки. Режимы огня — непрерывный или с отсечкой по одному выстрелу. В газовой каморе установлен регулятор для изменения скорости отката затворной рамы при работе в сложных условиях. Прицельные приспособления состоят из мушки и прицела секторного типа с механизмом внесения поправок на боковой ветер и на боковое движение цели, оснащались тритиевыми элементами для стрельбы в тёмное время суток. Пулемёт мог оснащаться рукоятью для переноски над цевьём. Приклад деревянный, нескладной.